# Élections législatives japonaises de 1928
Les élections législatives japonaises de 1928 (第16回衆議院議員総選挙, Dai-juroku Shūgiin Giinsōsenkyō) sont les premières organisées après l'adoption de la loi sur les élections législatives qui étend le droit de vote à un plus large électorat. Elles ont pour but d'élire les membres de la chambre des représentants de la Diète du Japon et se déroulent le 20 février 1928.
Après le décompte des votes, il s'avère que le parti Seiyūkai mené par le premier ministre Giichi Tanaka gagne de justesse (d'un siège) sur le Minseitō mené par Osachi Hamaguchi. Aucun des deux partis n'obtient cependant une majorité absolue. Ainsi, un parlement minoritaire est établi. Le taux de participation aux élections est de 80,36 %. 12 409 078 personnes masculines étaient éligibles au vote. D'autre part, après l'assassinat du seigneur de guerre mandchou Zhang Zuolin, suivi de la démission de Tanaka, un nouveau gouvernement est formé et Hamaguchi, le meneur de l'opposition, devient premier ministre en 1929.

## Résultats

| Parti politique                                                                    | Sièges |
| ---------------------------------------------------------------------------------- | ------ |
| Partis traditionnels                                                               |        |
| Association des amis du gouvernement constitutionnel (立憲政友会, Rikken Seiyūkai) | 217    |
| Parti démocratique constitutionnel (立憲民政党, Rikken Minseitō)                   | 216    |
| Jitsugyō Dōshikai (ja) (実業同志会, Jitsugyō Dōshikai)                             | 4      |
| Parti de la réforme (ja) (革新党, Kakushintō)                                      | 3      |
| Nouveaux partis prolétariens                                                       |        |
| Parti socialiste du peuple (社会民衆党, Shakai Minshūtō)                           | 4      |
| Parti des ouvriers et des paysans (労働農民党, Rōdōnōmintō)                        | 2      |
| Parti ouvriers-paysans japonais (日本労農党, Nihon rōnōtō)                         | 1      |
| Partis locaux                                                                      | 1      |
| Autres                                                                             |        |
| Indépendants                                                                       | 18     |
| Total                                                                              | 466    |